# Municipio de Pigeon (Arkansas)
El municipio de Pigeon (en inglés: Pigeon Township) es un municipio ubicado en el condado de Baxter en el estado estadounidense de Arkansas. En el año 2010 tenía una población de 1850 habitantes y una densidad poblacional de 12,97 personas por km².

## Geografía
El municipio de Pigeon se encuentra ubicado en las coordenadas 36°26′49″N 92°21′11″O / 36.44694, -92.35306. Según la Oficina del Censo de los Estados Unidos, el municipio tiene una superficie total de 142.67 km², de la cual 133,57 km² corresponden a tierra firme y (6,38 %) 9,11 km² es agua.

## Demografía
Según el censo de 2010, había 1850 personas residiendo en el municipio de Pigeon. La densidad de población era de 12,97 hab./km². De los 1850 habitantes, el municipio de Pigeon estaba compuesto por el 97,08 % blancos, el 0,11 % eran afroamericanos, el 1,08 % eran amerindios, el 0,43 % eran asiáticos, el 0,16 % eran de otras razas y el 1,14 % eran de una mezcla de razas. Del total de la población el 0,86 % eran hispanos o latinos de cualquier raza.